# Station Kearsley
Kearsley is een spoorwegstation van National Rail in Kearsley, Bolton in Engeland. Het station is eigendom van Network Rail en wordt beheerd door Northern Rail. 